# عن أبي
1. ↑  وصلة مرجع: https://www.cinemaclock.com/films/about-my-father-2023.
2. 1 2  وصلة مرجع: https://www.pathe.ch/fr/films-evenements/about-my-father-mon-pere-et-moi.
3. ↑  مذكور في: روتن توميتوز. مُعرِّف موقع الطَّماطم الفاسدة (Rotten Tomatoes): m/about_my_father_2023. الوصول: 22 أبريل 2023. لغة العمل أو لغة الاسم: الإنجليزية.
4. 1 2  مذكور في: ألو سيني. مُعرِّف أفلام ألو سيني (AlloCiné): 292825. الوصول: 22 أبريل 2023. المُؤَلِّف: جيان بلان. لغة العمل أو لغة الاسم: الفرنسية.
5. ↑  مذكور في: Terjesztésre kerülő filmalkotások és artfilmek nyilvántartása. الوصول: 11 مايو 2023. الناشر: الهيئة الوطنية للإعلام والاتصال. لغة العمل أو لغة الاسم: المجرية.
6. 1 2  قالب:Cite The Numbers
7. ↑  "Fastlane NextGen: Initial Certification Search" (Type "About My Father" in the search box). لويزيانا Economic Development. 8 أكتوبر 2021. مؤرشف من الأصل في 2020-06-15. اطلع عليه بتاريخ 2023-02-17.
8. ↑  قالب:Cite Box Office Mojo

عن أبي هو فيلم كوميدي أمريكي 2023 من إخراج لورا تيروزو من سيناريو لسيباستيان مانيسكالكو وأوستن إيرل. يقوم الفيلم ببطولة مانيسكالكو ويستند بشكل فضفاض إلى حياته وعلاقته بوالده ، الذي يلعب دوره روبرت دي نيرو .
مؤامرة:-
يبلغ سيباستيان والده المهاجر الإيطالي التقليدي سالفو بخطته لاقتراحه على صديقته الأمريكية، ويصر سالفو على الانضمام إليهم في عطلة نهاية الأسبوع مع والديها. على الرغم من الصدام بين ثقافتيهما والتصور الأولي لعدم وجود شيء مشترك، إلا أنهما يصبحان في النهاية عائلة واحدة وموحدة بحلول نهاية عطلة نهاية الأسبوع الصيفية.